# ویولتا کسادا
ویولتا کسادا (اسپانیایی: Violetta Quesada‎؛ زادهٔ ۱۱ ژوئیهٔ ۱۹۴۷) دونده اهل کوبا بود.